# Зяброві дуги
Зя́брові ду́ги (лат. arcus branchiales) — частина вісцерального черепа хребетних, хрящові або кісткові утворення, що розміщуються в стінці глотки між глотковими кишенями.
У круглоротих зяброві дуги суцільні, з'єднуються поздовжніми поперечинами і формують зябровий кошик, розташований назовні від зябрових мішків.
У риб може бути від 3 до 7 зябрових дуг, кожна з яких первинно розділена на 4 рухомо з'єднаних відділи і розміщується між зябровими щілинами, на їх зовнішній стороні розвиваються зябра.
У наземних хребетних зяброві дуги частково редукуються, частково входять до складу скелета гортані, трахеї та під'язикового апарата.